# Precis trimenii
Precis trimenii är en fjärilsart som beskrevs av Butler 1893. Precis trimenii ingår i släktet Precis och familjen praktfjärilar. Inga underarter finns listade i Catalogue of Life.